# 布羅采尼市鎮
布羅采尼市鎮，曾是拉脫維亞的一個市鎮，設立於2001年。位於該國西部，人口7215人，面積498.5平方公里，人口密度約14人/km2。
2021年7月1日，布羅采尼市鎮并入薩爾杜斯市鎮。

## 外部連結
- 薩爾杜斯市鎮官方網站 （页面存档备份，存于） （拉脱维亚文）